# Hallasjön (Reftele socken, Småland)
Hallasjön är en sjö i Gislaveds kommun i Småland och ingår i Nissans huvudavrinningsområde. Sjön är 2,9 meter djup, har en yta på 0,706 kvadratkilometer och är belägen 163 meter över havet. Sjön avvattnas av vattendraget Träppjaån. Vid provfiske har bland annat abborre, braxen, gädda och löja fångats i sjön.

## Delavrinningsområde
Hallasjön ingår i det delavrinningsområde (632768-135488) som SMHI kallar för Utloppet av 632765-135480. Avrinningsområdets medelhöjd är 170 meter över havet och ytan är 26,48 kvadratkilometer. Det finns inga delavrinningsområden uppströms utan avrinningsområdet är högsta punkten. Träppjaån som avvattnar avrinningsområdet har biflödesordning 2, vilket innebär att vattnet flödar genom totalt 2 vattendrag innan det når havet efter 71 kilometer. Delavrinningsområdet består mestadels av skog (76 procent). Avrinningsområdet har 1,58 kvadratkilometer vattenytor vilket ger det en sjöprocent på 5,9 procent.

## Fisk
Vid provfiske har följande fisk fångats i sjön:
- Abborre
- Braxen
- Gädda
- Löja
- Mört
- Sutare